# La caduta degli angeli ribelli (Bertos)
La scultura La caduta degli angeli ribelli detta anche solo Caduta degli angeli è un gruppo scultoreo in marmo di Carrara conservato a Vicenza nelle Gallerie di palazzo Leoni Montanari.

## Storia
La scultura è stata attribuita a partire dalla metà del Settecento ad Agostino della famosa famiglia dei Fasolato, ma di questo singolo artista si hanno ben poche notizie biografiche. Tuttavia nei documenti appaiono due contemporanei cugini di nome Agostino e quasi sempre definiti come tagliapietra e quindi senza la speciale abilità necessaria a realizzare un'opera come questa. Recentemente è stata tolta l'attribuzione  al Fasolato in favore di Francesco Bertos,  definito negli inventari della collezione di von Schulemburg «scultor di Padova, Uomo celebre e solo nell'Arte di simil genere». 
Per confortare la vecchia assegnazione, visto che del Fasolato non erano note altre opere del genere, Semenzato propose che si potesse trattare di un'unica personalità col Bertos. De Vincenti e Guerriero suppongono invece che all'origine ci sia stato uno scambio delle identità. 
L'attuale attribuzione è confortata dalla similitudine con gli  altri bizzarri e dinamici gruppetti scultorei, in marmo o bronzo, eseguiti dal Bertos a partire dal 1715. Per altro la prima citazione dell'opera come già esistente nel 1744 porta ad una sua predatazione rispetto al 1750 una volta accettata. Data probabilmente assimilabile con gli interventi di ristrutturazione del palazzo dei Trento, iniziati negli anni 20 del secolo, commissionati dal conte Giambattista in occasione dell'entrata del figlio tredicenne Marc'Antonio nel Sovrano Militare Ordine di Malta. Il conte Marc'Antonio Trento (1704-1785), divenne poi balì del cavalieri di Malta e socio di varie accademie patavine. 
Il palazzo dei Trento, nel 1805 fu acquisito, con annessa scultura che vi era originariamente collocata,  da Francesco e Alessandro Papafava dalla prozia Faustina, vedova dell'ultimo discendente della famiglia Trento, Decio (1724-1805). Nel 1972 passò dai discendenti Papafava alle collezioni della Cassa di Risparmio di Padova e Rovigo e nel 2003, a quelle del Gruppo Sanpaolo IMI, poi Intesa Sanpaolo.

## Descrizione
Scolpita in un unico blocco di marmo ed alta quasi 170 cm, è composta da oltre sessanta figure: ha per soggetto il brano dell’Apocalisse di Giovanni (12, 7-9). Nell'apice e l'arcangelo Michele, con la spada infuocata e lo scudo dalla scritta «QVIS/UT/DEVS” (Chi [è] come Dio [?]; traduzione latina dell’ebraico Mi-cha-El), e  Lucifero, eretto in basso, definiscono l'asse da cui iniziare a ruotare attorno all'opera per osservarla. Lucifero appare superbamente incurante del destino dei suoi vecchi compagni avviluppati in figure contorte e cadenti, legati da ponticelli in guisa di serpenti.
L'intricata scultura rivela la sua matrice culturale analizzandola per sottoinsiemi. È così possibile scoprire i riferimenti dello scultore: per esempio i due corpi riversi ai piedi di Lucifero appaiono come precise citazioni del Galata morto e del Galata cadente allora nello Statuario della Repubblica (oggi Museo archeologico). Ma anche in altre figure è possibile individuare riferimenti al Laocoonte, al Toro Farnese, o altre sculture classiche allora note.

## Fonti sull'opera
Diverse sono le fonti in cui viene descritta l'opera:
- Antonio Cocchi, 1744, nei diari del suo viaggio a Venezia: «Agost.o Fasolato/ Scult.e Padovo / Caduta degli angeli / Ratto delle Sabine / nella cad.a sono sessanta / figure implicate / insieme a guisa di / piramide»
- Giovan Battista Rossetti, 1765, nella sua Descrizione delle pitture, sculture, ed architetture di Padova', la include tra le principali attrazioni della città: «lavoro per dir vero stupendo, non tentato né pure dall'antica Grecia»
- Antonio Rosmini, lo descrive più volte nel suo epistolario a partire dal 1817
- Leopoldo Cicognara lo cita nella Storia della scultura (edizioni 1818 e 1824) chiedendosi «con quali ingegnosi e ricurvi ferri si giungesse per ogni verso dallo scultore a traforare e condurre quel marmo»
- Herman Melville in visita a Padova nel 1857, le dedica una conferenza a Cincinnati l'anno successivo.

## Esposizioni
Fu esposta per la prima volta al di fuori della sede museale, nella mostra Inferno a cura di Jean Clair alle Scuderie del Quirinale nel 2021/2022, nell'ambito delle celebrazioni per i 700 anni dalla morte di Dante Alighieri.